# تشوينتشي (أوزبكستان)
تشوينتشي هي بلدة في مقاطعة شيرآباد في ولاية صرخنداريا في أوزبكستان.